# Sainte-Geneviève-des-Bois (Essonne)
Sainte-Geneviève-des-Bois è un comune francese di 34 373 abitanti situato nel dipartimento dell'Essonne nella regione dell'Île-de-France.

## Società

### Evoluzione demografica
Abitanti censiti